# Phyllolobium eutrichus
Phyllolobium eutrichus là một loài thực vật có hoa trong họ Đậu. Loài này được (Hand.-Mazz.) M.L. Zhang & Podl. mô tả khoa học đầu tiên năm 2006.